# أورلاندو كينتانا
أورلاندو كينتانا (بالإسبانية: Orlando Quintana)‏ (25 مارس 1978 بلاس بالماس دي غران كناريا في إسبانيا - ) هو لاعب كرة قدم إسباني في مركز حراسة المرمى. لعب مع بونفيرادينا وبييا سانتا بريخيدا وريال أوفييدو وسلتا فيغو ونادي بونتيفيدرا ونادي لاس بالماس وLorca Deportiva CF ‏ وUniversidad de Las Palmas CF ‏ ونادي ماردة ‏.

## وصلات خارجية
- أورلاندو كينتانا على موقع قاعدة بيانات كرة القدم.إي يو (الإنجليزية)
- أورلاندو كينتانا على موقع Soccerway.com (الإنجليزية)